# 掌叶毛莨
掌叶毛莨（学名：Ranunculus cheirophyllus）为毛茛科毛莨属下的一个种。

## 扩展阅读
- 維基物種上的相關：掌叶毛莨